# Утьва

Утьва — река в России, протекает в Гайнском районе Пермского края. Устье реки находится в 74 км по правому берегу реки Весляны. Длина реки составляет 76 км.

## География
Исток реки на Северных Увалах в восточной части болота Коперданское близ границы с Республикой Коми. Исток расположен на водоразделе Волги и Северной Двины, рядом с истоком Утьвы находится исток небольшой реки Копердан (бассейн реки Ныдыб). В верховьях реки находится нежилой посёлок Висляны 3-и. Генеральное направление течения — северо-восток, всё течение проходит по ненаселённому лесу. Впадает в Весляну семью километрами ниже исчезнувшего посёлка Пельмин-Бор. Ширина реки у устья — 20 метров.

## Притоки (км от устья)
- 27 км: река Чугрум (пр)
- река Аньва (лв)
- 50 км: река Южная Аньва (лв)
- река Топ (пр)

## Данные водного реестра
По данным государственного водного реестра России относится к Камскому бассейновому округу, водохозяйственный участок реки — Кама от истока до водомерного поста у села Бондюг, речной подбассейн реки — бассейны притоков Камы до впадения Белой. Речной бассейн реки — Кама.
По данным геоинформационной системы водохозяйственного районирования территории РФ, подготовленной Федеральным агентством водных ресурсов:
- Код водного объекта в государственном водном реестре — 10010100112111100001778
- Код по гидрологической изученности (ГИ) — 111100177
- Код бассейна — 10.01.01.001
- Номер тома по ГИ — 11
- Выпуск по ГИ — 1